# Dimitri Vegas & Like Mike
Dimitri Vegas & Like Mike egy belga DJ páros, tagjai Dimitri és Michael Thivaios testvérpáros. 2015-ben a DJ Magazine, amerikai újság évi Top 100 DJ első helyén voltak.

## Zenei Karrier
Dimitri Vegas és öccse, Like Mike 14-15 évesen kezdték DJ pályafutásukat. Kezdetben kisebb szórakozóhelyeken léptek fel és a BeatFM rádió DJ-je voltak. Dimitri majd elhagyta Flandriát és európai turnéba kezdett. Mallorcán, a görögországi Chalkidikin élt, majd 2003-ban Ibizára költözött, ahol a legnagyobb szórakozóhelyeken lépett fel. Mallorca után a Kanári-szigetekre költözött, onnan a görögországi Zante városába. 2006 őszén visszaköltözött Belgiumba és elkezdett öccsével dolgozni. A 2008-as "Work That Body" remixük felkeltette Axwell figyelmét, aki meg is bízta őket Abel Ramos "Rotterdam City of Love" című dal remixével.
2010-ben felléptek a belgiumi Tomorrowland fesztiválon és ők csinálták meg a fesztivál hivatalos himnuszát is, "Tomorrow (Give Into The Night)" címmel, amit a páros kiadója, a Smash The House ki is adott. 2011-ben visszatértek, hogy ismét megcsinálják a himnuszt, ezúttal Afrojack-kel és NERVO-val, "The Way We See The World" címmel. "Tomorrow Changed Today" volt a 2012-es fesztivál himnusza. 2013-ban a fesztivál himnusza a "Chattahoochee" volt, ami a Beatport lista első helyén volt 3 nap alatt. 2014-ben a "Waves" című dal volt a himnusz, 2015-ben pedig a "The Hum" Ummet Ozcan-nal, ami szintén néhány nap alatt a Beatport lista élén volt. Jelenleg a páros Ummet Ozcan-nal és Ne-Yo-val dolgozik következő albumukon.

## Dalok
2009
- "Under The Water"

2010
- "Tomorrow (Give Into The Night)" (ft. Dada Life & Tara McDonald)

2011
- "The Way We See The World" (ft. Afrojack & NERVO)

2012
- "Momentum" (ft. Regi Penxten)
- "Tomorrow Changed Today" (ft. The Wav.s & Kelis)

2013
- "Madness" (ft. Coone & Lil Jon)
- "Wakanda"
- "Mammoth" (ft. Moguai)
- "Chattahoochee"
- "Project T" (Sander van Doorn)
- "Find Tomorrow (Ocarina)" (ft. Wolfpack & Katy B)
- "G.I.P.S.Y." (ft. Boostedkids)
- "Stampede" (ft. DVBBS & Borgeous)

2014
- "Tremor" (ft. Martin Garrix)
- "Eparrei" (ft. Diplo & Fatboy Slim & Bonde do Role)
- "Waves" (ft. W&W)
- "Body Talk (Mammoth)" (ft. Moguai & Julian Perretta)
- "Nova" (ft. Tujamo & Felguk)

2015
- "Tales of Tommorrow" (ft. Fedde le Grand & Julian Perretta)
- "Louder" (ft. Vinai)
- "The Hum" (ft. Ummet Ozcan)
- "Higher Place" (ft. Ne-Yo)

2016
- "Arcade" (ft.W&W)
- "Stay a wihile"
- "Melody" (ft. Steve Aoki, Umnet Ozcan)
- "Hey Baby" (ft. Diplo, Deb's daughter)
- "Leaves"
- "Jaguar" (ft. Umnet Ozcan)
- "Roads" (ft. Deniz Koyu)

## Remixek
2008
- David Tort – "Acid" (Lost In Acid Dimitri Vegas & Like Mike Microdot Mix)
- Abel Ramos and Miss Melody – "Rotterdam City of Love" (Dimitri Vegas & Like Mike Remix)
- M.O.D.E. – "Lost" (Dimitri Vegas & Like Mike Remix)
- Dave Lambert and Housetrap – "Work That Body" (Dimitri Vegas & Like Mike Remix)
- Push – "Universal Nation" (Dimitri Vegas & Like Mike Mix)

2009
- Timati featuring Snoop Dogg – "Groove On" (Dimitri Vegas & Like Mike Drill Riddim Remix)
- Dave Lambert and Housetrap – "S-Vibes (What Is Love?)" (Dimitri Vegas & Like Mike Remix)
- Celeda – "The Underground" (Dimitri Vegas & Like Mike Devil's Island Mix)
- Lissat and Voltaxx featuring Betty Bizarre – "The Music And Me" (Dimitri Vegas & Like Mike Remix)
- Axwell, Ingrosso, Angello and Laidback Luke featuring Deborah Cox – "Leave the World Behind" (Dimitri Vegas & Like Mike vs. SHM Dark Forest Edit)
- Dave Lambert and Housetrap featuring Liam South – "Music 4 Peace" (Dimitri Vegas & Like Mike Remix)
- Albin Myers – "Times Like These" (Dimitri Vegas & Like Mike Terrace Mix)
- Sir-G vs. DJ Sake – "2 Spirits" (Dimitri Vegas & Like Mike Remix)
- Sir-G vs. DJ Sake – "Always Been Real" (Dimitri Vegas & Like Mike Remix)
- DJ Yoeri – "Fuck On Cocaine 2009" (Dimitri Vegas & Like Mike Remix)
- Philip Jensen – "Dubai" (Dimitri Vegas & Like Mike Remix)

2010
- Cosmic Gate – "Fire Wire" (Dimitri Vegas & Like Mike Remix)
- Tiësto featuring Nelly Furtado – "Who Wants to Be Alone" (Dimitri Vegas & Like Mike Open Air Mix)
- Bob Sinclar featuring Sean Paul – "Tik Tok" (Dimitri Vegas & Like Mike Remix)
- Sash! featuring Jessy – "All Is Love" (Dimitri Vegas & Like Mike Remix)
- Regi featuring Kaya Jones – "Take It Off" (Dimitri Vegas & Like Mike Remix)
- Dada Life – "Love Vibrations" (Dimitri Vegas & Like Mike Feel It Mix)
- Florence + the Machine – "You've Got the Love" (Dimitri Vegas & Like Mike vs. Yves V Mix)

2011
- Lady Gaga – "Marry the Night" (Dimitri Vegas & Like Mike Remix)
- Benny Benassi featuring Gary Go – "Close To Me" (Dimitri Vegas & Like Mike Remix)
- Jennifer Lopez featuring Pitbull – "Papi" (Dimitri Vegas & Like Mike Remix)
- LMFAO featuring Natalia Kills – "Champagne Showers" (Dimitri Vegas & Like Mike Tomorrowland Remix)
- David Tort featuring Gosha – "One Look" (Axwell vs. Dimitri Vegas & Like Mike Remix)

2012
- D*Note – "Shed My Skin" (Dimitri Vegas & Like Mike vs. Yves V Remix)

2013
- Sick Individuals and Axwell featuring Taylr Renee – "I AM" (Dimitri Vegas & Like Mike vs. Wolfpack & Boostedkids Remix)
- Fatboy Slim and Riva Starr featuring Beardyman – "Eat, Sleep, Rave, Repeat" (Dimitri Vegas & Like Mike & Ummet Ozcan Tomorrowland Remix)
- Major Lazer featuring Busy Signal, The Flexican and FS Green – "Watch Out for This (Bumaye)" (Dimitri Vegas & Like Mike Tomorrowland Remix)
- Laidback Luke and Martin Solveig – "Blow" (Dimitri Vegas & Like Mike Tomorrowland Mix)
- Ferry Corsten – "Rock Your Body Rock" (Dimitri Vegas & Like Mike Mainstage Remix)
- Alex Hide – "Get Away" (Dimitri Vegas & Like Mike Remix)

2014
- Perfume – "Spending All My Time" (Dimitri Vegas & Like Mike Remix)
- Steve Aoki featuring will.i.am – "Born to Get Wild" (Dimitri Vegas & Like Mike vs. Boostedkids Remix)
- Cherry Cherry Boom Boom – "A Little Bit Love (Can Last For Life)" (Dimitri Vegas & Like Mike Remix)

2015
- Felix - "Don't You Want Me" (Dimitri Vegas & Like Mike Remix)